# Diving Lucy
Diving Lucy er en britisk stumfilm fra 1903.